# Айгюн Кязимова
Айгюн Алескер къзъ Кязимова (на азербайджански: Aygün Kazımova) е азербайджанска поп певица, киноактриса и композиторка.

## Биография
Айгюн Кязимова е родена в Баку на 26 януари 1971 г. Завърша бакинското средното училище № 12, учи в техникум след средното образование. Занимава се е с хандбал и след това играе за сборния тим на Азербайджан.
Айгюн Кязимова се изявява успешно като певица и композиторка в Азербайджан. Кариерата ѝ започва през 1988 г., когато побеждава на музикалния фестивал „Бакинска есен 88“. До 2007 г. Издава 6 албума до 2007 г.
Пее и зад пределите на Азербайджан, главно в Русия и Турция. Често устройва благотворителни концерти в приютите за сираци на Азербайджан. През 2006 г. играе в главната роля на мюзикъла „Xari bulbullar“ на режисьора Ариф Казиев. Кариерата ѝ като водеща не е имала значителен успех.
Айгюн Кязимова е президент на конкурса „Best Model of Azerbaijan“. Има дъщеря.

## Дискография
- Sevgi gülləri (1997)
- Ey mənim dünyam (1999)
- Aygün (2000)
- Sevdim (2001)
- Son söz (2004)
- Sevərsənmi? (2005)
- Aygün Kazımova, Vol 1 (2008)
- Aygün Kazımova, Vol 2 (2008)
- Aygün Kazımova, Vol 3 (2008)
- Aygün Kazımova, Vol 4 (2008)
- Estrada (2008)
- Coffee from Colombia (2014)